# I Have a Dream (chanson)
Pour les articles homonymes, voir I Have a Dream (homonymie).
Singles de ABBA
Gimme! Gimme! Gimme! (A Man After Midnight)
(1979) As Good as New
(1979)
Clip vidéo
[vidéo] « I Have a Dream », sur YouTube
I Have a Dream est une chanson du groupe de pop suédois ABBA extraite de leur sixième album studio Voulez-Vous, sorti en 1979. Elle a également été publiée en single.
Elle est reprise en 1999 par le groupe irlandais Westlife sur un single double face A partagé avec le titre Seasons in the Sun qui se classe notamment numéro 1 des ventes au Royaume-Uni la semaine de Noël.

## Thème de la chanson
Le refrain va comme suit :

« J'ai un rêve, une fantaisie
Pour m'aider à travers la réalité
Et ma destination en vaut la peine
... »

## Classements hebdomadaires et certifications
ABBA
| Classement (1979-1980)                 | Meilleure position |
| -------------------------------------- | ------------------ |
| Allemagne (GfK Entertainment)          | 4                  |
| Autriche (Ö3 Austria Top 40)           | 1                  |
| Belgique (Flandre Ultratop 50 Singles) | 1                  |
| Irlande (IRMA)                         | 2                  |
| Pays-Bas (Nederlandse Top 40)          | 1                  |
| Pays-Bas (Single Top 100)              | 1                  |
| Royaume-Uni (UK Singles Chart)         | 2                  |
| Suisse (Schweizer Hitparade)           | 1                  |

| Pays              | Certification | Unités certifiées |
| ----------------- | ------------- | ----------------- |
| Pays-Bas (NVPI)   | Or            | 100 000           |
| Royaume-Uni (BPI) | Or            | 500 000           |

Westlife
| Classement (1999-2000)             | Meilleure position |
| ---------------------------------- | ------------------ |
| Allemagne (GfK Entertainment)      | 24                 |
| Écosse (OCC)                       | 1                  |
| Finlande (Suomen virallinen lista) | 10                 |
| Irlande (IRMA)                     | 1                  |
| Norvège (VG-lista)                 | 10                 |
| Nouvelle-Zélande (RMNZ)            | 10                 |
| Royaume-Uni (UK Singles Chart)     | 1                  |
| Suède (Sverigetopplistan)          | 15                 |
| Suisse (Schweizer Hitparade)       | 18                 |

| Pays                    | Certification | Unités certifiées |
| ----------------------- | ------------- | ----------------- |
| Nouvelle-Zélande (RMNZ) | Or            | 50 000            |
| Royaume-Uni (BPI)       | Platine       | 600 000           |

La chanson a été reprise dans la comédie musicale Mamma Mia et Mamma Mia! Here we go again  chanté par Amanda Seyfried et Lilly James